# En Nahud
En Nahud är en ort i öknen i centrala Sudan. På orten finns en flygplats. Orten ligger i delstaten Shamal Kurdufan.